# Hakan Günday
Hakan Günday (Illa de Rodes, Grècia, 29 de maig de 1976) és un escriptor turc establert a Istanbul. És considerat l'enfant terrible de les lletres turques contemporànies. Les seves novel·les han estat traduïdes a una vintena de llengües i acumulen diversos guardons. Amb el seu primer títol, 'Kinyas ve Kayra ("Kinyas i Kayra" en turc), publicat l'any 2000, es va erigir com l'autor turc underground per excel·lència. Més endavant la seva novel·la Az seria considerada la millor novel·la de l'any 2011 a Turquia. La seva darrera obra, Daha! es considera el primer llibre sobre la crisi dels immigrants i va rebre el prestigiós Prix Médicis Etranger l'any 2015. Apassionat dels viatges i de la literatura, identifica la seva escriptura amb Viatge al fons de la nit, de Louis-Ferdinand Céline, de qui diu haver adquirit la seva visió del món. El 2017 Edicions del Periscopi va publicar en català Daha!, un llibre “explicat des del punt de vista d'un nen que observa com el seu pare entra al país immigrants il·legals".

## Publicacions
- Kinyas ve Kayra (2000)
- Zargana (2002)
- Piç (2003)
- Malafa (2005)
- Azil (2007)
- Ziyan (2009)
- Az (2011)
- Daha! (2013), publicat en català per Periscopi, amb pròleg de Francesc Serés (2017)[4][5]